# Sambandsflokkurin
Sambandsflokkurin je původní název Unionistické strany. Jedná se o faerskou konzervativně-liberální politickou stranu, jejíž předsedou je Bárður á Steig Nielsen. Strana se zasazuje za setrvání v autonomii s Dánskem. V posledních parlamentních volbách v roce 2015 Unionistická strana obdržela 18,8% hlasů, a získala 6 křesel ve 33členném parlamentu.
V dánských parlamentních volbách 2019 strana získala 28,3% hlasů, a mohla tak obsadit jedno ze dvou křesel příslušející Faeřanům v dánském parlamentu.